# Hemidactylus foudaii
Hemidactylus foudaii es una especie de gecos de la familia Gekkonidae.

## Distribución geográfica yhábitat
Es endémica de la zona de Gebel Elba (Egipto, en disputa con Sudán). Su rango altitudinal oscila alrededor de 450 m s. n. m..